# Heliconia crassa
Heliconia crassa är en enhjärtbladig växtart som beskrevs av Robert Fiske Griggs. Heliconia crassa ingår i släktet Heliconia och familjen Heliconiaceae. Inga underarter finns listade.